# Loxodocus parvus
Loxodocus parvus là một loài tò vò trong họ Ichneumonidae.